# S100A11

## Historia
En 1965 Moore aisló desde cerebros bovinos las subunidades S100A1 (sinonimia) y S100B (sinonimia), posteriormente las describió y les denominó s100 por su solubilidad en sulfato amónico saturado al 100%, a pH neutro. Además es una proteína de pH isoeléctrico muy acidico, hidrosoluble, de bajo peso molecular, estas subunidades son expresadas principalmente por células del sistema nervioso central, esencialmente por células astrogliales y tejidos derivados de la cresta neural, como los tumores de melanocitos.
La proteína A11 de unión a calcio S100 (S100A11) es una proteína codificada en humanos por el gen S100A11.

## Estructura y gen de la proteína
Las proteínas S100A1 y S100B se caracterizan por tener una estructura homodimérica, esta realiza un cambio conformacional en forma de hendidura una vez que se unió al calcio, excepto en la S-100A10 (cuya hendidura estaría siempre presente independiente de la acción del calcio). La expresión de las proteínas S-100 A1 - S-100A18, Filagrina, Tricohialina y Repetina están codificadas por genes ubicados en el locus 1q21. Mientras que los genes de S100B, S100P, S100Z y S100G están localizados en los loci 21q22, 4p16, 5q14 and Xp22. Estas proteínas poseen un bajo peso molecular aproximadamente de 9 a 13 kDa

## Localización
La proteína codificada por este gen es uno de los miembros de la familia de proteínas S100 que contienen dos motivos manos-EF de unión a calcio. Las proteínas S100 están localizadas en el citoplasma y/o el núcleo celular de una amplia variedad de células, y están implicadas en la regulación de diversos procesos celulares tales como la progresión del ciclo celular y la diferenciación celular. Los genes S100 incluyen al menos 13 miembros que están localizados en un conjunto de genes en el cromosoma 1 locus q21. Esta proteína puede actuar en motilidad, invasión y polimerización de la tubulina. Se ha visto que reordenamientos cromosómicos y expresión alterada de este gen están implicados en metástasis tumoral.
La proteína S100 se puede encontrar en distintos tejidos como 
1.- Sistema nervioso central (SNC): Se encuentra en astrocitos, oligodendroglia, neuronas, células intersticiales de la glándula pineal, y células estrelladas de la adenohipófesis
2.- Sistema nervioso periférico (SNP): Se encuentra en células de Schwann, células satélites de los ganglios raquídeos posteriores y de los ganglios autonómicos.
3.- Piel: se encuentra en melanocitos, células de Langerhans, corpúsculos de Meissner y Paccini células claras de glándula ecrina y mioepiteliales, hipodermis.
4.- Glándulas: células ductales y mioepiteliales de glándulas salivares y mama; glándulas serosas de pulmón.
5.- Riñón: algunas células de la parte distal de la nefrona (porción delgada del asa de Henle. túbulos colectores y conectores).
6.- Suprarrenal: células sustentaculares, y neuroblastos fetales de médula.
7.- Sistema Linfático: células reticulares interdigitadas e histiocitos de glanglios linfáticos, bazo y timo; linfocitos T (T8) de sangre periférica.
8.- Cartilago: condrocitos.

## Interacciones
La proteína S100A11 ha demostrado ser capaz de interaccionar con:
- Nucleolina[11]
- S100B[12]